# Tifoseria della Lucchese Calcio
In questa voce sono riportate informazioni relative alla storia ed evoluzione della tifoseria della Lucchese Calcio, società calcistica italiana con sede a Lucca. 

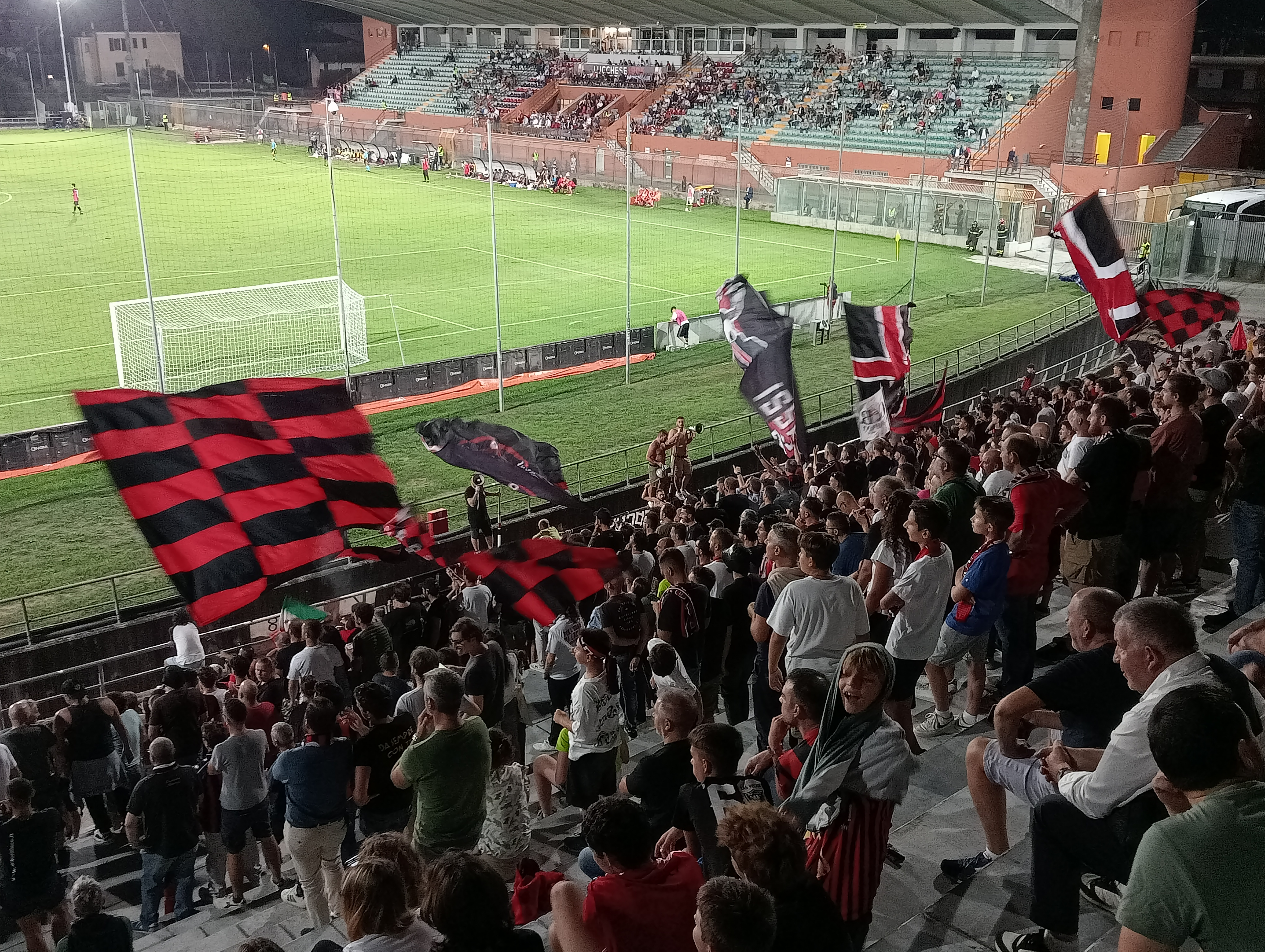
Ultras rossoneri durante una partita al Porta Elisa nel settembre 2023

## Contesto
La Pantera disputa le proprie gare casalinghe allo Stadio Porta Elisa, del quale la Curva Ovest è la principale sede del tifo organizzato locale. Altri gruppi di sostenitori rossoneri sono invece soliti occupare il settore della Gradinata. La tifoseria lucchese si è spesso contraddistinta per atti di beneficenza, soprattutto verso il locale ospedale San Luca, oppure ad esempio nei confronti delle vittime dell'alluvione di Livorno del 2017 e quelle dell'alluvione dell'Emilia-Romagna del 2023. Durante gli anni '90 del Novecento la tifoseria ha totalizzato una presenza media casalinga allo stadio di oltre 5 000 spettatori, stabilendo il proprio record durante la Serie B 1990-1991 in cui al Porta Elisa si totalizzò una media di 7706 spettatori. Nel ventennio seguente la presenza media a partita si è all'incirca dimezzata. Gli eventi che hanno colpito il sodalizio rossonero nelle stagioni d'inizio del terzo millennio, hanno ulteriormente ridotto il numero di sostenitori, pur non intaccando il calore della tifoseria.

## Composizione demografica
La Lucchese trova il suo principale bacino d'utenza nel capoluogo provinciale e nel resto della Piana di Lucca; la squadra ha sostenitori anche lungo la Mediavalle e fino alla Garfagnana. Al contrario è poco seguita nell'area occidentale della provincia, che si estende tra Viareggio e la Versilia storica, dove prevale l'interesse verso il Viareggio, il Pisa (gemellato con il Viareggio) e le locali squadre di hockey su pista che gareggiano ad alti livelli . Fuori dalla provincia l'unica area dove si rileva una certa presenza di sostenitori rossoneri è quella della Valdinievole, che fu amministrata dai lucchesi fino agli anni '20 del XX secolo e che continua ad intraprendere con la Lucchesia forti legami sociali, culturali e commerciali.

## Orientamento politico
Sebbene molti tifosi lucchesi non siano politicamente schierati, al contrario delle città vicine, il principale nucleo della curva ha sempre supportato gli ideali dell'estrema destra, soprattutto durante il periodo di esistenza dei Bulldog. Ciò è dovuto alla cultura della città murata, la quale risulta l'unico notevole centro urbano della Toscana a non aver mai eletto un sindaco comunista. Tuttavia in occasione di una partita disputata al Porta Elisa nell'autunno del 2023, gli attuali gruppi della Curva Ovest hanno esposto uno striscione in cui si spiegava che l'unica politica del tifo rossonero è la Lucchese. La tifoseria si è così tirata fuori da ogni collocazione politica.

## Tifoseria organizzata
Il tifo organizzato in Lucchesia nasce nel 1977 con i Panthers Front. L'anno successivo i sostenitori toscani si resero celebri per quello che ancora oggi è ricordato come il loro più grande 'esodo', raggiungendo Ferrara in oltre 6000 unità per la trasferta contro la S.P.A.L..  Dopo lo scioglimento degli storici Panthers, venne il momento dei Tori flesciati, una frangia apolitica; oltre che dei Fedayn, unico raggruppamento rossonero con ideali di sinistra. Ad essi subentrò il Commando Ultrà Curva Ovest, che ebbe però breve durata. Nel 1998 emerge un nuovo gruppo, i Bulldog, che in poco tempo prendono il controllo della curva. Questa frangia di tifoseria si rifaceva all'ideologia del neofascismo e si caratterizzò per numerosi e frequenti atti di violenza. Durante l'ultimo decennio, i principali gruppi che si sono avvicendati al Porta Elisa sono: La Meglio Gioventù, Banda Thévenot, La mia squadra la mia città, Vecchia Ovest e QBR Youth Lucca.

## Gemellaggi e rivalità

### Gemellaggi e amicizie
| - Portsmouth - Fidelis Andria - Ravenna - Massese | - Palermo - Casale - Viterbese - Almere City |

Uno dei gemellaggi storici della Lucchese era quello con la tifoseria della Massese: nonostante la sua fine, tra le due tifoserie si è mantenuto comunque un buonissimo rapporto. La tifoseria rossonera ha buoni rapporti soprattutto con le tifoserie di Fidelis Andria, Ravenna, Palermo, Casale (rapporto di amicizia e rispetto) e Viterbese (quest'ultima soprattutto per l'astio tra viterbesi e pisani). Negli ultimi anni è nato un forte gemellaggio con i supporters del Portsmouth, squadra inglese contro cui la Pantera disputò una partita nella Coppa Anglo-Italiana 1992-1993.

### Rivalità
| - Pisa - Livorno - Spezia - Carrarese | - SPAL - Reggiana - Pistoiese - Ternana (dal 17/11/24) - Viareggio |

La rivalità più forte è quella con i tifosi del Pisa, in quanto per i lucchesi si tratta del derby più sentito; l'elevato numero di campionati disputati insieme nel corso della storia (soprattutto in Serie C) hanno permesso alle due tifoserie di manifestare direttamente sugli spalti la propria rivalità per molti anni. Le città di Lucca e Pisa sono divise infatti da un odio millenario, e le rispettive controversie storiche si sono poi riversate sul calcio. Il derby, sfociato spesso in episodi violenti tra le due tifoserie, il più delle volte ha visto la necessità di un elevato dispiego di forze dell'ordine per evitare gli scontri, creando non pochi problemi di ordine pubblico. Altra grande rivalità si ha con i sostenitori dello Spezia e anche in questo caso si sono verificati diversi casi di estrema violenza tra le due curve nel corso del tempo. Tra lucchesi e spezzini hanno avuto luogo vere e proprie imboscate organizzate, con sassaiole e attacchi da corpi contundenti. Molto sentita dai tifosi rossoneri è anche la rivalità con il Livorno, sia per attriti di matrice politica che per la vicinanza geografica delle due città. Altre rivalità storiche più o meno sentite si hanno soprattutto con Reggiana, SPAL, Carrarese e in minor misura con altre tifoserie toscane quali Viareggio, Arezzo, Siena, Pistoiese, Empoli e Montevarchi.